# 蘭德冰川
75°40′S 141°45′W / 75.667°S 141.750°W
蘭德冰川（英語：Land Glacier）是南極洲的冰川，全長60公里，最終注入蘭德灣，由美國的探險隊發現，以美國海軍的少將命名，現時由南極條約體系管理。